# Гаррісон (Нью-Йорк)
Гаррісон (англ. Harrison) — селище (англ. village) в США, в окрузі Вестчестер штату Нью-Йорк. Населення — 28 218 осіб (2020).

## Географія
Гаррісон розташований за координатами 41°1′35″ пн. ш. 73°43′25″ зх. д. / 41.02639° пн. ш. 73.72361° зх. д. (41.026444, -73.723707).  За даними Бюро перепису населення США в 2010 році селище мало площу 44,99 км², з яких 43,42 км² — суходіл та 1,56 км² — водойми.

### Клімат
| Клімат : Гаррісон            | Клімат : Гаррісон | Клімат : Гаррісон | Клімат : Гаррісон | Клімат : Гаррісон | Клімат : Гаррісон | Клімат : Гаррісон | Клімат : Гаррісон | Клімат : Гаррісон | Клімат : Гаррісон | Клімат : Гаррісон | Клімат : Гаррісон | Клімат : Гаррісон | Клімат : Гаррісон |
| Показник                     | Січ.              | Лют.              | Бер.              | Квіт.             | Трав.             | Черв.             | Лип.              | Серп.             | Вер.              | Жовт.             | Лист.             | Груд.             | Рік               |
| Середній максимум, °C        | 1,7               | 3,9               | 8,3               | 14,4              | 20,0              | 25,0              | 27,8              | 26,7              | 22,8              | 16,7              | 10,6              | 4,4               | 15,2              |
| Середній мінімум, °C         | −6,1              | −5                | −1,7              | 3,9               | 9,4               | 15,0              | 17,8              | 17,2              | 12,8              | 6,7               | 2,2               | −2,8              | 5,8               |
| Норма опадів, мм             | 96                | 79                | 115               | 112               | 105               | 108               | 94                | 106               | 120               | 112               | 101               | 110               | 1258              |
| ---------------------------- | ----------------- | ----------------- | ----------------- | ----------------- | ----------------- | ----------------- | ----------------- | ----------------- | ----------------- | ----------------- | ----------------- | ----------------- | ----------------- |
| Джерело: The Weather Channel |                   |                   |                   |                   |                   |                   |                   |                   |                   |                   |                   |                   |                   |

## Демографія
Згідно з переписом 2010 року, у селищі мешкали 27 472 особи в 8375 домогосподарствах у складі 6224 родин. Густота населення становила 611 осіб/км².  Було 8956 помешкань (199/км²).
Расовий склад населення:
| - 84,1 % — білих - 7,5 % — азіатів - 2,4 % — чорних або афроамериканців - 0,2 % — корінних американців - 3,3 % — осіб інших рас |

До двох чи більше рас належало 2,4 %. Частка іспаномовних становила 11,7 % від усіх жителів.
За віковим діапазоном населення розподілялося таким чином: 22,7 % — особи молодші 18 років, 64,5 % — особи у віці 18—64 років, 12,8 % — особи у віці 65 років та старші. Медіана віку мешканця становила 34,6 року. На 100 осіб жіночої статі у селищі припадало 88,5 чоловіків;  на 100 жінок у віці від 18 років та старших — 85,7 чоловіків також старших 18 років.
Середній дохід на одне домашнє господарство  становив 198 972 долари США (медіана — 104 469), а середній дохід на одну сім'ю — 226 673 долари (медіана — 124 744). Медіана доходів становила 88 427 доларів для чоловіків та 61 432 долари для жінок. За межею бідності перебувало 7,9 % осіб, у тому числі 7,3 % дітей у віці до 18 років та 6,8 % осіб у віці 65 років та старших.
Цивільне працевлаштоване населення становило 12 546 осіб. Основні галузі зайнятості: освіта, охорона здоров'я та соціальна допомога — 25,1 %, науковці, спеціалісти, менеджери — 13,1 %, фінанси, страхування та нерухомість — 13,1 %.